# Église d'Husaby
 (mai 2018).
L'église d'Husaby est une église située dans le village d'Husaby, dans la commune de Götene du comté de Västra Götaland en Suède. Elle est l'église de la paroisse d'Husaby du diocèse de Skara de l'Église de Suède.
Husaby est un lieu important de la christianisation de la Suède car, selon la tradition, c'est dans la source près de l'actuelle église que le roi Olof Skötkonung aurait été baptisé par Siegfried de Suède au début du Xe siècle, devenant le premier roi chrétien du pays. La première église sur place était une Stavkirke et à proximité se trouvait un domaine royal qui aurait été donné par Olof à Siegfried comme siège du diocèse de Skara, premier diocèse de la Suède. Il est donc possible que l'église d'Husaby était alors une cathédrale.
Autour du Xe siècle, cette stavkirke est dotée d'un massif occidental, ce qui est un cas unique en Suède, avec deux petites tour rondes flanquant une tour principale. Au XIe siècle, l'église en bois est démolie et remplacée par un bâtiment en pierre ressemblant à une maison longue avec une abside. L'église est bâtie en grès provenant de la colline voisine de Kinnekulle dans un style Roman. La voûte peinte date du XIVe siècle mais fut blanchie à la chaux au XVIIe siècle avant d'être restaurée en 1901. Le jubé en bois du Moyen Âge est conservé, tout comme l'ancienne cathèdre du XIIIe siècle, qui est le plus ancien meuble de Suède. La chaire date de 1671, tout comme le retable, offert par Magnus Gabriel De la Gardie qui vivait au château de Läckö non loin.

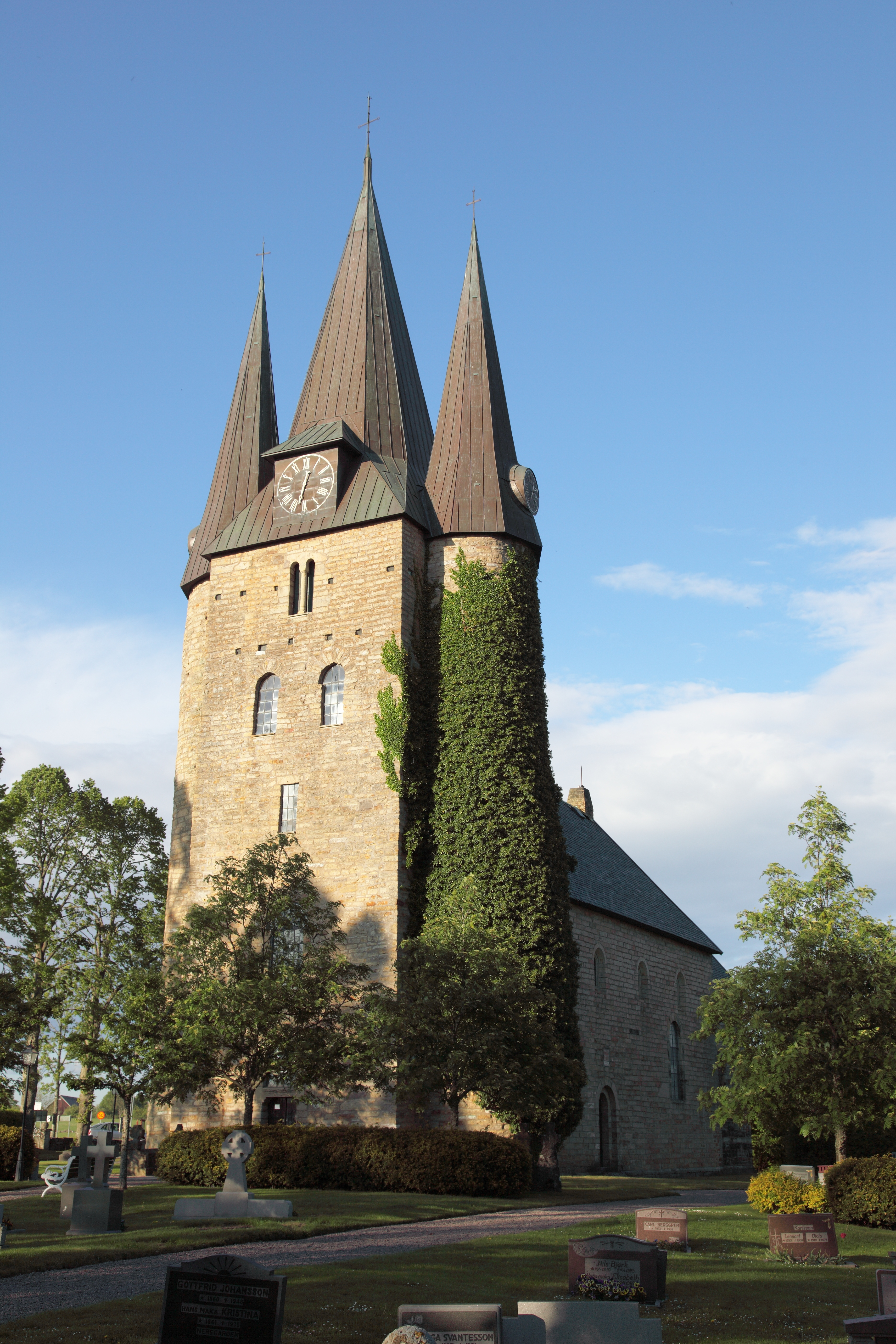
La façade.
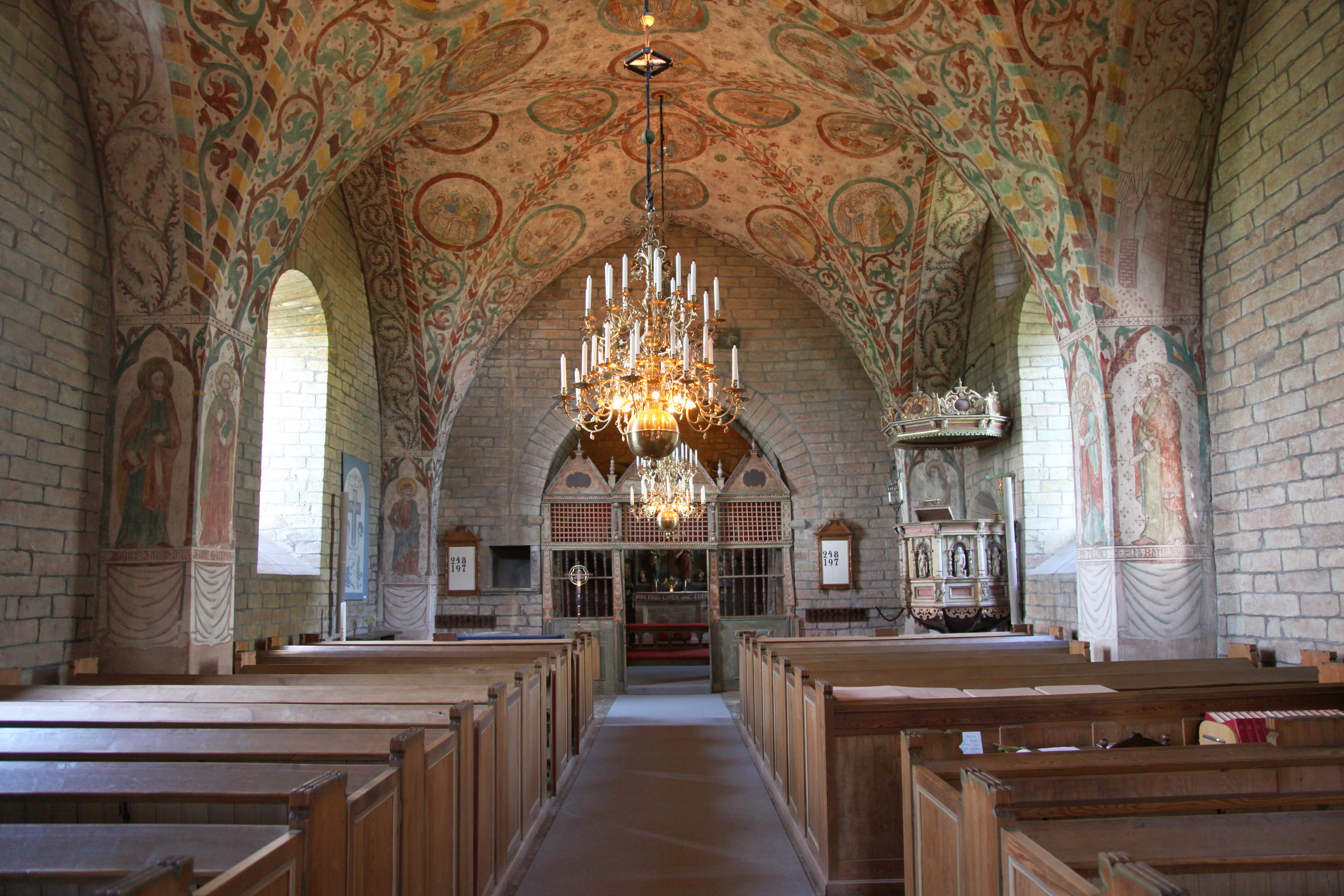
Intérieur de l'église.
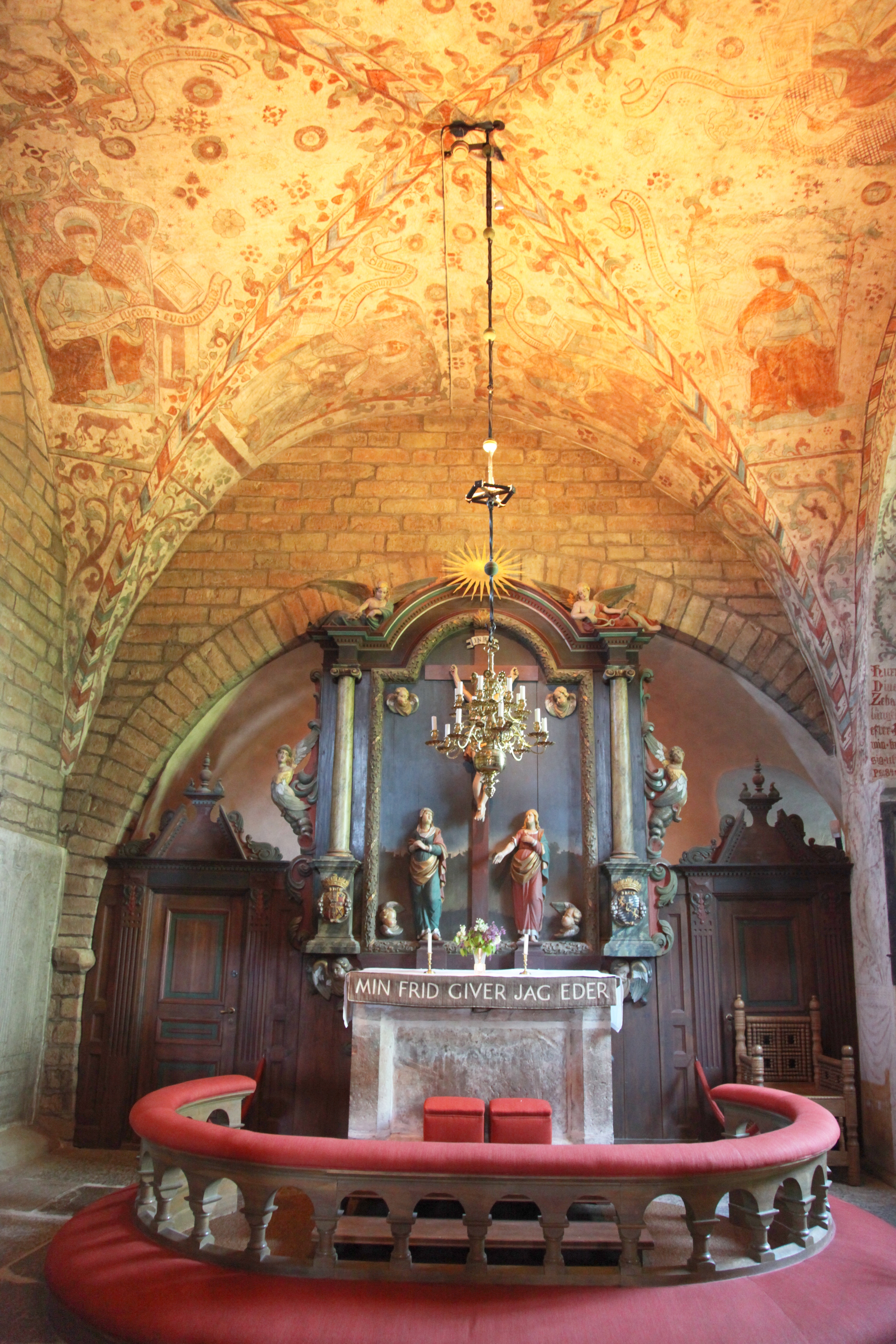
Le chœur.